# Rineloricaria eigenmanni
Rineloricaria eigenmanni (Рінелорікарія Айгенмана) — вид риб з роду Rineloricaria родини Лорікарієві ряду сомоподібні.

## Опис
Загальна довжина сягає 10,2 см. Голова відносно велика, сплощена зверху. Морда звужена, округла на кінці. З її боків присутні подовжені одонтоди (шкіряні зубчики). Очі маленькі. Губи однакові. Рот являє собою своєрідну присоску. Тулуб стрункий, вкритий кістковими пластинками. Спинний плавець високий, з сильним нахилом. Жировий плавець відсутній. Грудні плавці широкі. У статевозрілого самця на поверхні грудних плавців та потилиці є рясні дрібні щетинки. Під час хвороби вони зникають. Черевні плавці дорівнюють грудним плавцям. Анальний плавець витягнуто донизу, помірно широкий. Хвостовий плавець з виїмкою.
Забарвлення піщано-бежеве. В основі спинного плавця присутня сідлоподібна смуга чорного кольору, ще 3 — уздовж хвостового стебла, втім вони не переходять на плавці.

## Спосіб життя
Зустрічається у річках, лісових струмках з піщаним дном. Неагресивна риба. Вдень лежить на ґрунті або в корчах. Активна в присмерку та вночі. Живиться водоростевими обростаннями, невеличкими безхребетними.
Статева зрілість настає у 1—1,5 року. Самиця відкладає ікру у печерці. Самець охороняє кладку.

## Розповсюдження
Мешкає у басейні річки Оріноко та інших річках Венесуели.